# Talenkauen
Talenkauen (Talenkauen santacrucensis) – niewielki, bazalny przedstawiciel iguanodonów. Żył w późnej kredzie na terenach Ameryki Południowej. Osady, w których odkryto jego skamieniałości, pierwotnie datowano na wczesny mastrycht; późniejsze badania wskazują, że należy je datować na cenoman–santon, najprawdopodobniej na cenoman Długość ciała ok. 4 m, wysokość ok. 1,5 m, masa ok. 200 kg. Szczątki talenkauena znaleziono w Argentynie (w okolicach jeziora Viedma). Jego niezwykłą cechą były kostne płyty pokrywające boki ciała. Ogólną budową przypominał późnojurajskiego driozaura z Ameryki Północnej. Różnił się od niego dłuższą szyją, mniejszą głową i dłuższymi, smukłymi ramionami. Prymitywną cechą talenkauena jest to, że miał zęby w przedniej części górnej szczęki i pierwszy palec w kończynie przedniej. U bardziej zaawansowanych iguanodonów pysk był zakończony bezzębnym dziobem i zostały tylko trzy palce w dolnej kończynie (2, 3 i 4). Za to cechą łączącą go z innymi południowoamerykańskimi ornitopodami (notohipsylofodon i anabisetia) jest kość udowa ze zmniejszoną powierzchnią miejsca, w którym przyczepione były mięśnie. Być może mamy zatem do czynienia z nową grupą południowych ornitopodów. W analizach kladystycznych umiejscowiono rodzaj Talenkauen między najbardziej bazalnymi iguanodontami (tenontozaur i gasparinizaura) a nieco bardziej zaawansowanymi (driozaur i anabisetia).

## Płytki kostne
Niezwykłą cecha talenkauena były gładkie, owalne płyty kostne znajdujące się na klatce piersiowej. Były długie (18 cm) i zarazem cienkie (3mm). Podobnie opancerzony był tescelozaur, znaleziony w tych samych skałach to tyranozaur. Jednak tescelozaur nie był blisko spokrewniony z talenkauenem. Oba te dinozaury znane są z dobrze zachowanych skamieniałości, ale płytki były na tyle delikatne, że prawdopodobnie rzadko się przekształcały w skamieliny. Może to świadczyć, że podobne struktury były szerzej rozpowszechnione wśród ornitopodów. Płytki mogły pełnić funkcję wspomagająca oddychania, podobnie jak u tuatary, krokodyli, ptaków i maniraptorów. Z pewnością były za słabe, by pełnić funkcję ochronną.

## Środowisko życia
Talenkauen był niewielkim ornitopodem żywiącym się zapewne roślinami. Żył obok gigantycznego tytanozaura Puertasaurus i drapieżnego celurozaura Orkoraptor na terenach porośniętych drzewami szpilkowymi, okresowo zalewanymi przez morze.